# Skakeitan
Skakeitan es un grupo de música vasco creado en San Sebastián en el año 2008.

## Historia
En 2010, en los estudios Higain de Usúrbil, grabaron el primer trabajo que comenzaría a definir su forma de ser, Ahots gabekoen ahotsa (2012). De ahí en adelante tuvieron la oportunidad de tocar junto a grupos reconocidos tanto a nivel nacional como internacional, como es el caso de Manu Chao en un concierto de 40.000 personas.
A finales de 2014, fruto de la evolución del grupo, nace Orekariak (2014), también de los estudios Higain bajo la dirección de Haritz Harreguyren. Para poder sacar adelante este proyecto se apostó por la vía del micromecenazgo, con una buena recepción por parte de sus seguidores.
En 2015 participaron en el festival Rototom Sunssplash de Benicasim, el festival de reggae más importante de Europa. También han participado en varios conciertos con Bad Manners, tanto en Euskal Herria como en el resto del Estado español. Realizaron una gira denominada Japan Tour en 2015 por varios locales de Tokio y, en 2016, también estuvieron en varias ciudades de Suiza.
A finales del 2016 presentaron un nuevo disco, también de los estudios Higain bajo la dirección de Haritz Harreguy, bajo el título Galera (2016) y con nueve canciones.

## Componentes del grupo
- Pello Armendariz - Voz.
- Borja Anton - Guitarra.
- Asier Iriondo - Bajo y coros.
- Olatz Salvador - Teclados y coros.
- Julen Idigoras - Batería.
- Aitor Valcarlos - Trombón.
- Gorka Valcarlos - Trompeta.
- Ander amplio - Trombón y coros.

## Discografía
- Skakeitan (2010).
- Ahots gabekoen ahotsa (2012, Mauka).
- Orekariak (2014, Mauka).
- Galera (2016, Mauka).
- Galera Beats (2017, Mauka) - Remixak
- Nola galdu denbora (2019, Mauka).
- Eman ez genuen kontzertua (2021, Mauka).